# آمنموپت (شاهدخت)
آمنموپت (به انگلیسی: Amenemopet) یک شاهدخت در مصر باستان در دوران حکمرانی دودمان هجدهم مصر بود. وی احتمالاً دختر تحوتموس چهارم بود.
نگارهٔ او در مقبره در تِبِس در مصر علیا (TT78) در حالی که بر روی زانوهای معلم خود «حورمحب» نشسته است، نشان داده شده است. (این فرد را نباید به فرعونی به همین نام اشتباه گرفت) این حورمحب در دوران سلطنت آمنهوتپ دوم، تحوتموس چهارم و آمنهوتپ سوم خدمت می‌کرد، بنابراین شاهدخت می‌توانسته دختر هر یک از این فرعون‌ها باشد، اما تحوتموس چهارم محتمل‌ترین است.
او در دوران سلطنت آمنهوتپ سوم درگذشت. بعدها، مومیایی او به همراه مومیایی چندین شاهدخت دیگر در مخفیگاه شیخ عبدالقرنه دوباره دفن شد: خواهران احتمالی او تیا و پائحیا؛ خواهرزاده‌اش نبتیا و شاهدخت‌ها تاتائو، حنوتیونو، مریپتاح، سیت‌حوری و ویای بودند. این مقبره در سال ۱۸۵۷ کشف شد.